# Festival international du film de Karlovy Vary 2023
Le Festival international du film de Karlovy Vary 2023, 57e édition du festival, se déroule du 30 juin au 8 juillet 2023.

## Déroulement et faits marquants
Cette 57e édition du festival propose onze films en sélection officielle et douze en section Proxima.
Le 8 juillet 2023, le palmarès est dévoilé : c'est le film Blaga's Lessons (Urotcite na Blaga) de Stephan Komandarev qui remporte le Globe de cristal. Le film Empty Nets (Toorhaye khali) de Behrooz Karamizade reçoit le prix spécial du jury.

## Jury[3]
- Patricia Clarkson : actrice
- John Nein : programmeur
- Olmo Omerzu : réalisateur
- Barry Ward : acteur
- Dora Bouchoucha : productrice

## Sélection

### Sélection officielle - en compétition
- Blaga's Lessons (Urotcite na Blaga) de Stephan Komandarev  Bulgarie
- Citizen Saint (Mokalake Tsmindani) de Tinatin Kajrishvili  Géorgie
- Dancing on the Edge of a Volcano de Cyril Aris  Liban
- Empty Nets (Toorhaye khali) de Behrooz Karamizade  Iran
- Fremont de Babak Jalali  États-Unis
- Les filles vont bien (Las chicas están bien) de Itsaso Arana  Espagne
- Hypnosis (Hypnosen) de Ernst De Geer  Suède  Norvège
- Les Chambres rouges de Pascal Plante  Canada
- Sensitive Person (Citlivý člověk) de Tomáš Klein  Tchéquie  Slovaquie
- We Have Never Been Modern (Úsvit) de Matěj Chlupáček  Tchéquie  Slovaquie
- Where the Wind Blows (Il vento soffia dove vuole) de Marco Righi  Italie

### Proxima
- Arsenie. An Amazing Afterlife (Arsenie. Viața de apoi) de Alexandru Solomon  Roumanie
- Birth de Ji-young Yoo  Corée du Sud
- Brutal Heat (Brutální vedro) de Albert Hospodářský  Tchéquie  Slovaquie
- Dark Matter (Maade tarik) de Karim Lakzadeh  Iran
- Embryo Larva Butterfly (Embryo Larva Butterfly) de Kyros Papavassiliou  Chypre  Grèce
- Guras de Saurav Rai  Inde  Népal
- Imago de Olga Chajdas  Pologne
- In Camera de Naqqash Khalid  Royaume-Uni
- Maman déchire de Émilie Brisavoine  France
- Les enfants perdus de Michèle Jacob  Belgique
- Say God Bye de Thomas Imbach  Suisse
- Song of the Auricanturi (El canto del Auricanturi) de Camila Rodríguez Triana  Colombie

### Séances spéciales
- All Men Become Brothers (Všetci ľudia budú bratia) de Robert Kirchhoff  Tchéquie  Slovaquie
- Facing Darkness de Jean-Gabriel Périot  France
- Restore Point (Bod obnovy) de Robert Hloz  Tchéquie  Slovaquie
- Scream of My Blood: A Gogol Bordello Story de Nate Pommer et Eric Weinrib  États-Unis
- She Came at Night (Přišla v noci) de Jan Vejnar et Tomáš Pavlíček  Tchéquie
- Slow de Marija Kavtaradze  Lituanie
- Smiling Georgia (Gimiliani Sakartvelo) de Luka Beradze  Géorgie
- Snake Gas (Hadí plyn) de David Jařab  Tchéquie  Slovaquie
- Richelieu de Pier-Philippe Chevigny  Canada

### Out of the Past
- Una claustrocinefilia de Alessandro Aniballi  Italie
- Le Mépris de Jean-Luc Godard  France  Italie
- Du courage pour chaque jour (Každý den odvahu) de Evald Schorm  Tchécoslovaquie
- Le Retour du dragon (Drak sa vracia) de Eduard Grečner  Tchécoslovaquie
- Engi – Sound Designer Ivo Špalj (Inža – zvukový mistr Ivo Špalj) de Adéla Špaljová  Tchéquie
- The Ghost of Richard Harris de Adrian Sibley  Irlande
- Godard par Godard de Florence Platarets  France
- Minnie et Moskowitz de John Cassavetes  États-Unis
- La Maman et la Putain de Jean Eustache  France
- Blanche-Neige et les Sept Nains de David Hand  États-Unis
- A Stolen Meeting (Varastatud kohtumine) de Leida Laius  Estonie
- The Truth Is All There Is de Maroš Brázda  Slovaquie
- Way Through the Bleak Woods (Cesta pustým lesem) de Ivan Vojnár  Tchéquie
- You Can Call Me Bill de Alexandre O. Philippe  États-Unis

## Palmarès

### Sélection officielle
- Globe de cristal du Festival de Karlovy Vary : Blaga's Lessons (Urotcite na Blaga) de Stephan Komandarev
- Prix spécial du jury : Empty Nets (Toorhaye khali) de Behrooz Karamizade]
- Prix du meilleur réalisateur : Babak Jalali pour Fremont
- Prix de la meilleure actrice : Eli Skorcheva pour son rôle dans Blaga's Lessons
- Prix du meilleur acteur : Herbert Nordrum pour son rôle dans Hypnosis
- Mention spéciale : Dancing on the Edge of a Volcano de Cyril Aris

### Proxima
- Grand prix : Birth de Ji-young Yoo
- Prix spécial du jury : Guras de Saurav Rai
- Mention spéciale : Brutal Heat (Brutální vedro) de Albert Hospodářský

### Autre Prix
- Prix du public : Une affaire d'honneur de Vincent Perez

### Prix d'honneur
- Globe de cristal : Russell Crowe
- Prix du président : Robin Wright, Ewan McGregor et Daniela Kolářová